# Bulbophyllum breimerianum
Bulbophyllum breimerianum är en orkidéart som beskrevs av Jaap J. Vermeulen och A.Vogel. Bulbophyllum breimerianum ingår i släktet Bulbophyllum och familjen orkidéer. Inga underarter finns listade i Catalogue of Life.